# Raymond Gavoty
Pour les articles homonymes, voir Gavoty.
Raymond Gavoty est un homme politique français né le 12 mars 1866 à Brignoles (Var) et décédé le 20 janvier 1937 à Lorgues (Var).

## Biographie
Viticulteur, il est président de la cave coopérative de Flassan et président de l'Union agricole des Alpes de Provence et président de la Fédération des syndicats agricoles du Var. Il est député du Var de 1919 à 1924, inscrit au groupe de l'Entente républicaine démocratique.En 1927, il acquiert la propriété de château du clos aussi connu au château de Sainte-Foy dans le petit village de saint- Antonin -du -var. Cette propriété est maintenant tenue par ses descendants.